# Championnat d'Italie de combiné nordique 2008
Le championnat d'Italie de combiné nordique 2008 s'est tenu début août 2008 à Pragelato. La compétition a distingué Alessandro Pittin.

## Résultats

### Seniors
| Rang | Athlète            | Temps      |
| ---- | ------------------ | ---------- |
| 1    | Alessandro Pittin  | 16 min 6 s |
| 2    | Davide Bresadola   | 17 min 9 s |
| 3    | Giuseppe Michielli | 17 min 9 s |
| 4    | Lukas Runggaldier  | 18 min 5 s |
| 5    | Mattia Runggaldier | 18 min 6 s |
| 6    | Daniele Munari     | 19 min 1 s |
| 7    | Felix Peselj       | 19 min 6 s |
| 8    | Armin Bauer        | 21 min 2 s |
| 9    | Tomio Roberto      | 25 min 7 s |